# Cadillac-en-Fronsadais
Cadillac-en-Fronsadais är en kommun i departementet Gironde i regionen Nouvelle-Aquitaine i sydvästra Frankrike. Kommunen ligger i kantonen Fronsac som tillhör arrondissementet Libourne. År 2022 hade Cadillac-en-Fronsadais 1 341 invånare.

## Befolkningsutveckling
Antalet invånare i kommunen Cadillac-en-Fronsadais
Referens:INSEE